# Boris Nirenbourg
Boris Edouardovitch Nirenbourg, né le 4 février 1911 et mort le 4 janvier 1986, est un réalisateur soviétique. Il travaille principalement à la télévision russe soviétique.

## Biographie
Boris Nirenbourg est diplômé de l'Académie russe des arts du théâtre (GITIS), puis travaille pour la télévision. Lorsqu'en 1966, une nouvelle association créative, « Приключений и фантастики » [Aventure et Fantaisie], est créée au sein de la rédaction principale des programmes télévisés littéraires et dramatiques, dans le département des émissions télévisées, Nirenbourg devient le chef de cette association. Pendant plusieurs années, il collabore avec le théâtre Vakhtangov et crée des versions télévisées des représentations de ce théâtre.

## Filmographie partielle

### À la télévision
- 1968 : Solaris, d'après le roman de Stanisław Lem (film télévisé)[2]
- 1970 : Un drame à la chasse, d'après le récit d'Anton P. Tchekhov
- 1970 : La famille est comme la famille (ru)
- 1971 : Mille âmes

#### Versions télévisées de productions théâtrales
- 1971 : Pour chaque homme sage, assez de simplicité (На всякого мудреца довольно простоты)[3]
- 1973 : Histoire d'Irkoutsk (Иркутская история)[4]
- 1974 : Millionnaire (Миллионерша)[5],[6]

### Au cinéma
- 1976 : Pont de feu (Огненный мост)